# Armazón metal-orgánica

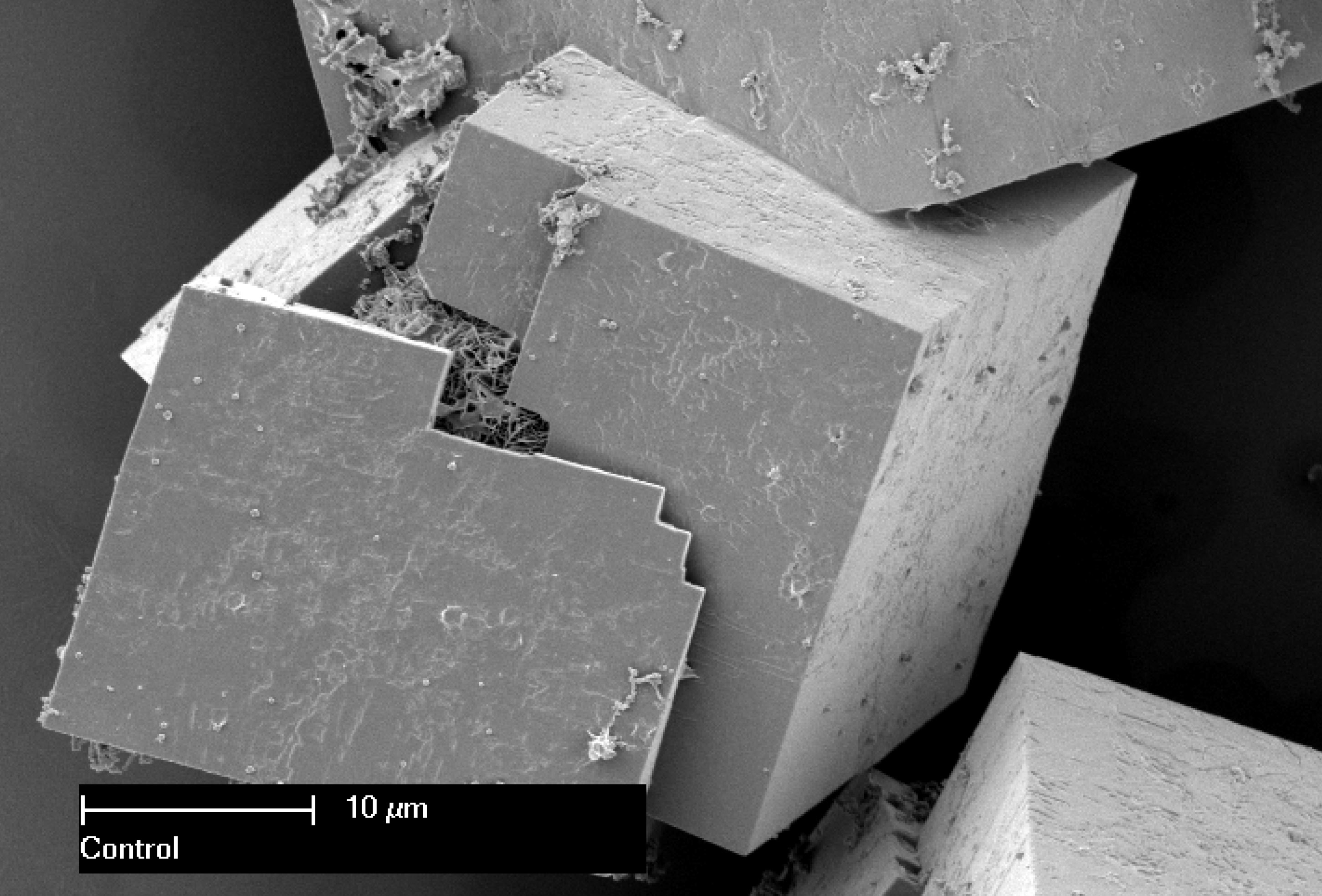
Micrografía electrónica de barrido de cristales MOF

Las armazones metal–orgánicas (MOF por sus siglas en inglés) engloban una clase de materiales que consisten de iones metálicos ó conglomerados metálicos que se entrelazan entre sí usando ligantes orgánicos. Estas armazones pueden formar estructuras de una, dos o tres dimensiones. En este contexto, los ligantes orgánicos se suelen denominar "puntales" o "conectores", siendo un ejemplo el ácido benceno-1,4-dicarboxílico (BDC por sus siglas en inglés). 
En términos formales, una armazón metal–orgánica es una red de coordinación con ligantes orgánicos que potencialmente contiene poros o vacíos espaciales. Una red de coordinación es un compuesto de coordinación que se extiende, a través de entidades de coordinación repetitivas, en una dimensión, pero con enlaces cruzados entre dos o más cadenas individuales, bucles o espiroenlaces. Una definición alternativa para una red de coordinación sería " es un compuesto de coordinación que se extiende a través de entidades de coordinación repetitivas en dos o tres dimensiones". Las armazones metal–orgánicas guardan similitudes con los polímeros de coordinación en términos de las unidades que los constituyen pero se diferencian entre sí en términos de cristalinidad y porosidad. Un polímero de coordinación es un compuesto de coordinación con entidades de coordinación repetitivas que se extienden en una, dos o tres dimensiones. La mayoría de los MOF reportados en la literatura son compuestos cristalinos, pero también hay MOF amorfos, y otras fases desordenadas.